# Комнен Церовић
Комнен Церовић (Тушина, 17. октобар 1916 — Београд, 10. март 2000) био је учесник Народноослободилачке борбе, друштвено-политички радник СР Црне Горе и народни херој Југославије.

## Биографија
Рођен је 17. октобра 1916. године у Тушини, код Шавника, у сељачкој породици. Основну школу завршио је у Боану, а гимназију у Пљевљима. Комунистичке идеје усвојио је још у гимназији 1934. године.
Године 1937, уписао се на Пољопривредно-шумарски факултет, а 1939. је прешао на Правни факултет у Београду. Као студент је припадао студентском револуционаром покрету и учествовао у многим демонстрацијама. Приликом одржавања аеромитинга у Земуну 1938, избиле су демонстрације на којима је Церовић био ухапшен.
За члана Комунистичке партије Југославије (КПЈ) примљен је августа 1939. у Пљевљима. Након тога је добио задатак да оснује партијску ћелију Месног комитета КПЈ у граду, након чега је био њен секретар до 1941. године. Почетком јануара 1940, полиција је провалила партијску ћелију, а Комнен је био ухапшен, након чега је у затвору провео три месеца. Крајем 1940. био је позван у војни логор у Смедеревској Паланци, али се није одазвао позиву и прешао је у илегалност у којој је остао до 27. марта 1941. године.
У току Тринаестојулског устанка 1941, руководио је војним сектором при Среском комитету КПЈ у Пљевљима. У устанку је био заменик политичког комесара Прве партизанске чете све до краја 1941. године. Почетком 1942. поновно је преузео функцију секретара Среског комитета КПЈ у Пљевљима и на тој дужности био до средине 1943. године.
У току Пете непријатељске офанзиве био је политички комесар Другог батаљона Треће пролетерске санџачке бригаде, а од јула 1943. члан Обласног комитета КПЈ за Санџак и секретар Обласног комитета СКОЈ-а за Санџак. После формирања Главног штаба за Санџак, постао је заменик политичког комесара, а 1944. је постављен за шефа Одељења за заштиту народа (ОЗН) за Санџак. Инструктор у Централном комитету КП Србије постао је 1945. године. Био је и на разним дужностима у органима владе НР Србије.
Јуна 1946, вратио се из Србије у Црну Гору и постао министар трговине и снабдевања и члан Покрајинског комитета КПЈ за Црну Гору. Године 1948. постављен је за министра пољопривреде и шумарства у Влади НР Црне Горе. Затим је био министар индустрије и рударства у Влади НР Црне Горе и потпредседник Извршног већа СР Црне Горе. На Оснивачком конгресу КП Црне Горе 1948. био је изабран за члана Централног комитета и за члана Политбироа.
Био је посланик Народне скупштине Црне Горе и Скупштине Југославије све до 1954. када је поднео оставку на дужност потпредседника Извршног већа Скупштине НР Црне Горе и члана ЦК Савеза комуниста Црне Горе. Тада је пружио подршку Миловану Ђиласу око његовог залагања за увођење чисте демократије у Југославију. После Трећег пленума ЦК СКЈ, јануара 1954, због подршке Ђиласу био је искључен из Савеза комуниста. Након тога је радио као службеник у Шумарском предузећу у Титограду, где је почетком 1971. пензионисан.
Умро је 10. марта 2000. године у Београду. Био је у браку са Милком Церовић-Ђилас, рођеном сестром Милована Ђиласа, са којом је имао сина Стојана Церовића, познатог новинара.
Носилац је Партизанске споменице 1941. и више југословенских одликовања. Орденом народног хероја одликован је 27. новембра 1953. године.